# テイキング・サイド
『テイキング・サイド』（英語: Taking Sides）は、ロナルド・ハーウッドが1995年に発表した戯曲、及びそれを原作とした映画。第二次世界大戦後に行われたヴィルヘルム・フルトヴェングラーの「非ナチ化」裁判の裏面史を描いた作品である。

## 舞台
日本では、2013年2月1日〜2013年2月11日に、天王洲銀河劇場にて公演された。
＜出演＞
米軍少佐アーノルド…筧利夫
エンミ・シュトラウベ…福田沙紀
ザックス夫人…小島聖
ローデ…小林隆
デイヴィッド中尉…鈴木亮平
フルトヴェングラー…平幹二朗
＜スタッフ＞
演出：行定勲
訳：渾大防一枝
美術：二村周作
衣裳：前田文子
照明：佐藤啓
音響：長野朋美　
演出助手：河合範子
舞台監督：藤本典江

## 映画
2001年にハンガリーの映画監督サボー・イシュトヴァーンがイギリス、フランス、ドイツ、オーストリア、ハンガリーの共同制作の形で映画化を行い、翌2002年のベルリン国際映画祭では銀熊賞を受賞した。原作を書いたロナルド・ハーウッドが脚本を担当した。日本では劇場公開には至らなかった。

### キャスト
- ヴィルヘルム・フルトヴェングラー - ステッラン・スカーシュゴード
- スティーヴ・アーノルド少将 - ハーヴェイ・カイテル